# Tafajight
Tafajight  (in arabo تافجيغت‎?) è un centro abitato e comune rurale del Marocco situato nella provincia di Sefrou, regione di Fès-Meknès. Conta una popolazione di 1 697 abitanti (censimento 2014).